# نورمن کمپ اسمیت

نورمن کمپ اسمیت (۱۹۴۷)

نورمن کمپ اسمیت (به انگلیسی: Norman Kemp Smith)‏ (۱۸۷۲–۱۹۵۸) فیلسوف اسکاتلندی و استاد منطق و متافیزیک در دانشگاه ادینبورگ و دانشگاه پرینستون بود. نام او در هنگام تولد «نورمن اسمیت» بود و هنگام ازدواج با همسرش «ایمی کمپ» در ۱۹۱۰، نام خانوادگی او را به نام خودش اضافه کرد. او به دلیل ترجمه انگلیسی کتاب نقد عقل محض شناخته‌شده‌است.